# Sobórnoie ulojénie

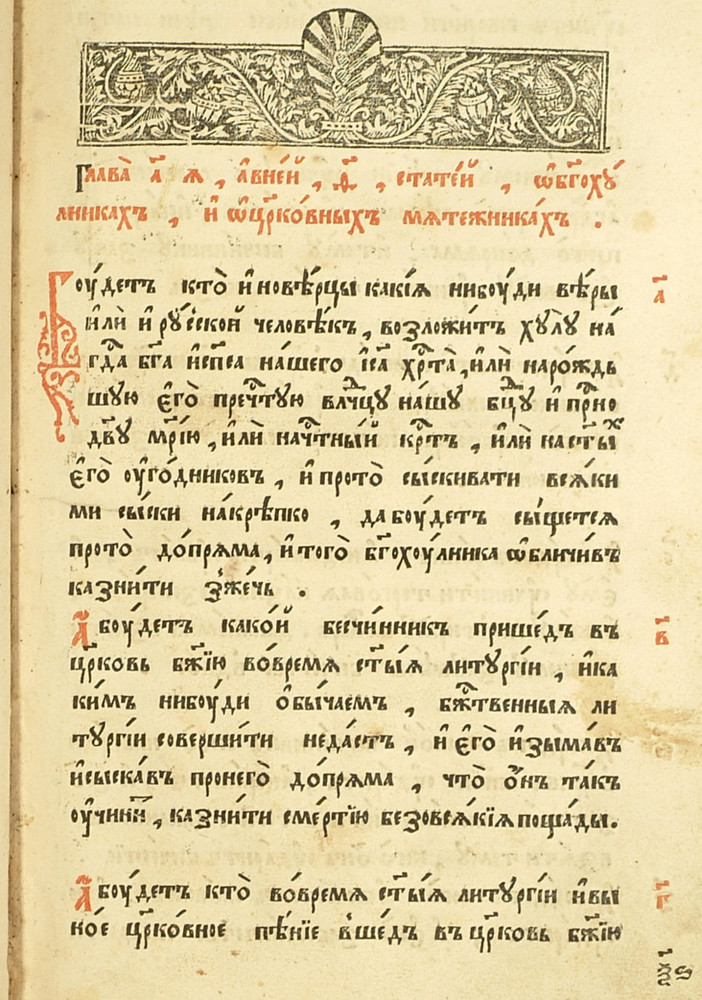
Primer capítol del codi

El Sobórnoie ulojénie (rus: Соборное уложение), traduïble per Disposició conciliar, va ser un cos legal que es va promulgar en 1649 pel Zemski Sobor durant el regnat d'Aleix I de Rússia per reemplaçar el Sudébnik de 1497 d'Ivan III de Rússia. El codi va sobreviure fins al segle xix quan el va revisar el reformador Mikhaïl Speranski.
El codi va posar junts els esclaus i els pagesos lliures en una nova classe de serfs, i va declarar que ser membre d'aquesta classe era hereditari i immutable (vegeu també Servitud a Rússia). Va introduir un passaport intern sense el qual era il·legal viatjar al país. Segons el codi la noblesa va haver d'ingressar en l'exèrcit a canvi de rebre el dret de posseir serfs.

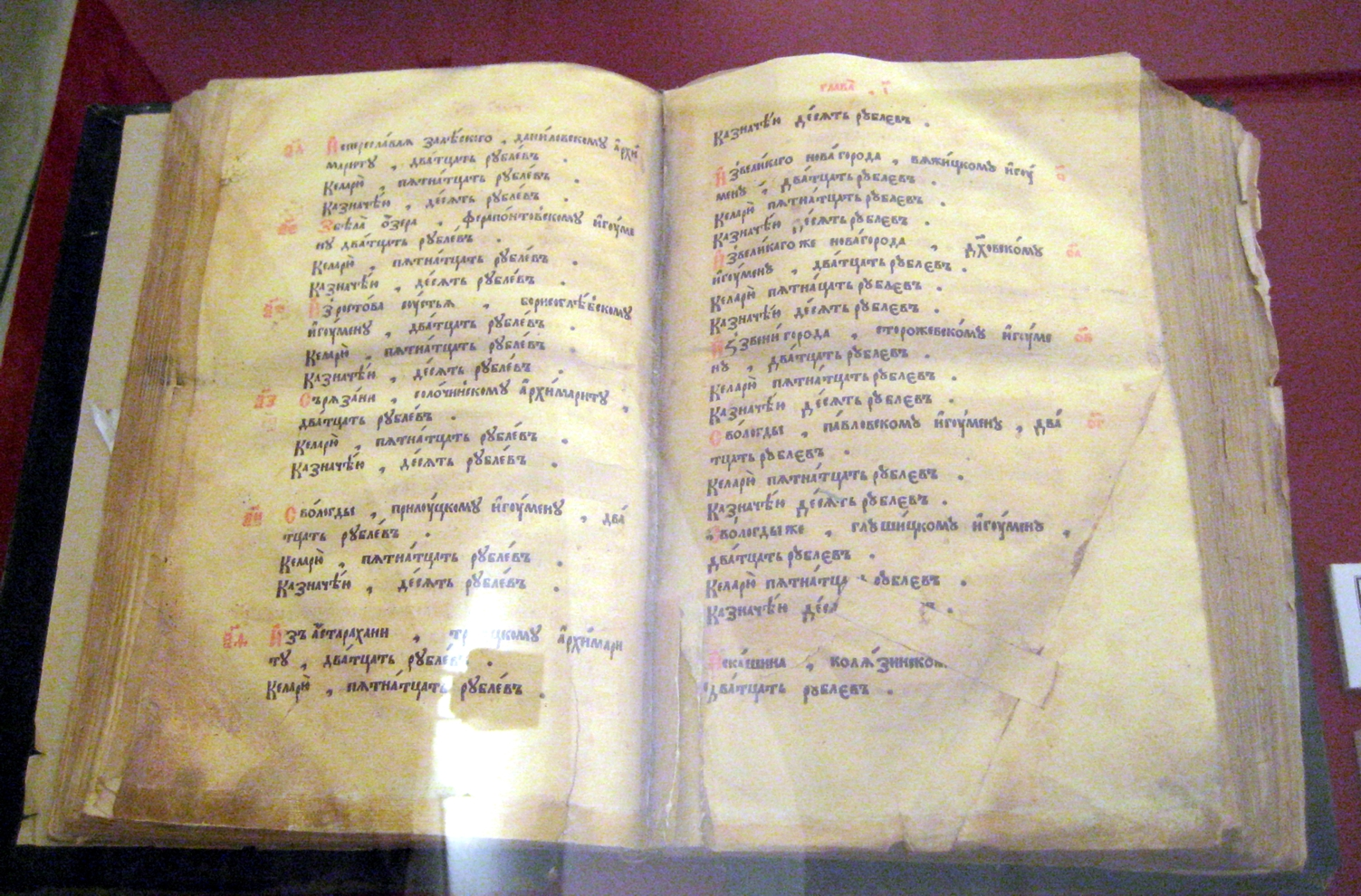
Una còpia del Monestir de Ferapóntov